# Велики Копенхаген
Покрајина Велики Копенхаген, пуним називом, Покрајина главног града Данске (дан. Region Hovedstaden), једна је од 5 покрајина Краљевине Данске, смештена у крајње источном делу државе. Управно седиште покрајине је град Хилеред, док је највећи град Копенхаген, уједно и главни град државе.
Покрајина је по много чему јединствена у Данској, пошто обухвата град Копенхаген са његовим предграђима.

## Положај и границе покрајине
Велики Копенхаген обухватакрајње источни део Данске и у потпуности је острвски. Границе округа су морске:
- север: мореуз Категат,
- исток: Балтичко море,
- југ: Балтичко море
- Запад: покрајина Сјеланд.

## Природни услови
Покрајина Велики Копенхаген је у целости острвска. Највеће острво је истоимено острво Сјеланд, истовремено највеће у Данској. Оно није у целости у оквиру покрајине, већ покрајина чини само његов североисточни део, док је остатак део покрајине Сјеланд. Друго по важности острво је балтичко острво Борнхолм, које је значајно удаљено од остатка покрајине (и државе) - око 150 километара источно. Обала је није толико разуђена, осим њеног северног дела, где има много малих залива, полуострва, пролаза и приобалних острваца.
Цела покрајина је равничарска, надморске висине до 162 м (острво Борнхолм). На датом подручју нема значајнијих водотока. Део уз Копенхаген је веома изграђен, али су подручја на северу покрајине и у оквиру Борнхолма под пољопривредним узгојем и приобалним мочварама.

## Становништво
По последњем попису из 2010. године у покрајини Сјеланд живи близу 1,7 милиона становника. Већина становника су етнички Данци, али у значајно мањем постотку него у остатку државе (бројни новији усељеници у подручју Копенхагена). Становништво је значајно урбаније него што је просек за целу државу.
Густина насељености покрајине је преко 650 ст./км², што је неколико пута више од државног просека (127 ст./км²). Део на острву Сјеланд, где се налази и Копенхаген, је веома густо насељен (>800 ст./км²), док је релативно Борнхолм (70 ст./км²) ретко насељен наспрам државног просека.

## Општине и градови
Општине
У Великом Копенхагену постоји 29 општина:
| - Албертслунд - Алеред - Блеруп - Борнхолм - Брендби - Валенсбек - Видовре - Гентофте - Гладсаксе - Глоструп | - Грибсков - Драгер - Егедал - Исхеј - Копенхаген - Лингби-Торбек - Рудерсдал - Родовре - Торнби - Фреденсборг | - Фредериксберг - Фредериксунд - Фуресе - Халснес - Хеје-Тоструп - Хелсингер - Херлев - Херсхолм - Хилеред |

Градови
Значајни градови у покрајини су:
- Копенхаген
- Хелсингер
- Хилеред
- Рене